# Civard Sprockel
Civard Sprockel (Willemstad, 10 maggio 1983) è un ex calciatore olandese, di ruolo difensore.